# Barbara, Marche
Barbara là một đô thị ở tỉnh Ancona trong vùng Marche, nằm cách 40 km về phía tây của Ancona. Tại thời điểm ngày 31 tháng 12 năm 2004, đô thị này có dân số 1.484 và diện tích là 10,8 km².
Barbara giáp các đô thị sau: Arcevia, Castelleone di Suasa, Ostra Vetere, Serra de' Conti.